# Обчугська сільська рада
Обчугська сільська рада (біл. Абчускі сельсавет) — колишня адміністративно-територіальна одиниця в складі Крупського району розташована в Мінській області Білорусі. Адміністративним центром було село Обчуга.
Обчугська сільська рада розташована на межі центральної Білорусі, у східній частині Мінської області орієнтовне розташування — супутникові знимки [Архівовано 25 серпня 2011 у WebCite], північно-східніше районного центру Крупки.
Рішенням Мінської обласної ради депутатів від 28 травня 2013 року, щодо змін адміністративно-територіального устрою Мінської області, сільську раду було ліквідовано.
До складу сільради входили 26 населених пунктів:
- Бобрик • Деньгубка • Журави • Забір'я • Києвець • Кірово • Клубиничі • Колибанове • Косеничі • Красновинка • Кутовець • Логи • Ломське • Лутище • Обчуга • Октябрь • Осічена • Островки • Прудини • Слобода • Смородинка • Хватинка • Шарнево • Шарнево (хутір) • Шарпилівка • Шкорнівка.